# Kitolov
Kitolov je lov na kite predvsem zaradi mesa in olja. V prvih oblikah kitolov sega vsaj 3000 pr. n. št.. Različne obalne skupnosti imajo dolgo zgodovino preživljanja s kitolovom in z nasedlimi kiti. Industrija kitolova je nastala z organizacijo flote v 17. stoletju in nastankom konkurenčne nacionalne industrije kitolova v 18. in 19. stoletju ter uvedbo ladij za predelovanje skupaj s skladiščenjem kitov na ladjah v prvi polovici 20. stoletja.
Z napredkom tehnologije in povečanim povpraševanjem je ulov daleč presegel stabilno populacijo kitov. V poznih 30-ih letih 20. stoletja je bilo ubitih več kot 50.000 kitov na leto. Do sredine stoletja je bilo že znano, da se populacija kitov ne obnavlja, ampak se njihovo število močno zmanjšuje. Leta 1986 je Mednarodna komisija za kitolov uvedla moratorij na komercialni kitolov, tako da si je populacija kitov lahko opomogla.
Čeprav moratorij ni bil uspešen pri preprečevanju izumrtja nekaterih vrst kitov zaradi pretiranega lova, je sodobni kitolov predmet napete razprave. Kitolovu naklonjene države želijo, da se odpravi moratorij na tiste staleže kitov, katerih populacije so si po njihovem mnenju dovolj opomogle za omejen kitolov. Države, ki kitolovu nasprotujejo, in okoljevarstvene skupine zatrjujejo, da so nekatere vrste še vedno ranljive ter da je kitolov nemoralen in ga je treba prepovedati, ne glede na to, ali lov vpliva na izumrtje posameznih vrst kitov.

## Zgodovina kitolova
Kitolov se je začel že v prazgodovini in je bil sprva omejen na obalne vode. Zgodnji kitolov je vplival na razvoj zelo različnih kultur, kot na primer, na Norveškem in Japonskem. Z razvojem sodobnih tehnologij se je v 19. stoletju povečalo povpraševanja po kitovem olju, ki je bilo včasih znano kot "olje za vlake". V 20. stoletju se je povečalo povpraševanje po margarini iz kitovega olja, kasneje pa tudi po kitovem mesu.

## Moderni kitolov
Kitovo olje se danes malo uporablja in sodobni komercialni kitolov je orientiran predvsem na kitovo meso. Primarno lovijo dve vrsti, navadnega ščukastega kita in antarktičnega ščukastega kita, dve izmed najmanjših vrst vosatih kitov. Po ocenah nedavnih znanstvenih raziskav živi še približno 90.000 ščukastih kitov v severovzhodnem Atlantiku in približno 515.000 okoli Antarktike.
Mednarodno sodelovanje na področju ureditve kitolova se je začelo leta 1931 in zaključilo s podpisom Mednarodne konvencije o ureditvi kitolova (ICRW) leta 1946, katere cilj je "zagotoviti ustrezno ohranjanje populacije kitov ter tako omogočiti komercialni kitolov in urejen razvoj industrije kitolova". IWC je bil ustanovljen v skladu s pogoji ICRW za določanje kvot in odločanje o drugih pomembnih zadevah, ki temeljijo na ugotovitvah njegovega znanstvenega odbora. Države, ki niso članice IWC, niso omejene z njegovimi predpisi in izvajajo lastne programe upravljanja.
IWC je leta 1982 izglasoval moratorij na komercialni kitolov, ki velja od leta 1986. Od leta 1992 Znanstveni odbor IWC poziva, naj se mu dovoli, da predlaga kvote za nekatere vrste kitov, vendar je bila njegova zahteva na plenarnih zasedanjih doslej vedno zavrnjena. Norveška je vložila uradni ugovor na moratorij in še naprej lovi navadnega ščukastega kita, komercialno v skladu s predpisi IWC.

## Nezakoniti kitolov, trčenja z ladjami
Po navedbah Svetovnega sklada za naravo naj bi bilo 90 % vseh poginov severnih kitov, povezanih s človekom, posledica trčenj z ladjo. Zato zahtevajo omejitev ladijskega prometa na določenih območjih. Nekateri znanstveniki menijo, da je tudi onesnaževanje eden od dejavnikov pri poginjanju kitov. Poleg tega je bilo od moratorija IWC več primerov nezakonitega lova kitov. 
Leta 1994 se je pokazalo, da je Sovjetska zveza prikrivala dejansko število ujetih kitov. Na primer, v obdobju 1948-1973 je bilo v Sovjetski zvezi ujetih 48.477 grbavih kitov in ne le 2710, kot so uradno zapisali v poročilo IWC. Na podlagi teh novih informacij je IWC zahteval, da mora Sovjetska zveza na novo posredovati podatke za ulov v zadnjih štiridesetih letih. Po besedah Raya Gambella, sekretarja IWC v tistem času, je organizacija sumila, da nekdanja Sovjetska zveza pošilja prirejene podatke, vendar ni ukrepala, da ne bi posegala v nacionalno suverenost.

## Kanada
Kanadski kitolov izvajajo različne skupine Inuitov po vsej državi. Gre za kitolov v majhnem številu in ga upravlja kanadsko ministrstvo za ribištvo in oceane. Meso, pridobljeno iz tega kitolova, je namenjeno za komercialno prodajo v trgovinah in supermarketih. To meso običajno ni na voljo v južnih mestnih središčih, kot so Vancouver, Toronto ali Montreal, temveč v severnih skupnostih, kjer je meso kitov sestavina tradicionalne prehrane. Obstaja veliko trenj med lovci in naravovarstveniki o lovu. Kanada je leta 1982 zapustila IWC in je zato moratorij na kitolov ne zavezuje.

## Karibi
Staroselskim prebivalcem otokov Sveti Vincencij in Grenadine kvoto določa Mednarodna komisija za kitolov, in sicer do štiri grbave kite na leto z uporabo tradicionalnih načinov lova in opreme.

## Ferski otoki
Letno ulovijo okoli 950 dolgoplavutih mrkih pliskavk (Globicephala melas), predvsem poleti. Lov je znan kot Grindadráp. Ferski kitolov urejajo organi Ferskih otokov, ne pa IWC, ki ne ureja lova na male kite in delfine. Večina prebivalcev Ferskih otokov meni, da je lov pomemben del njihove kulture in zgodovine. Skupine za pravice živali so zelo kritične do lova, saj da je krut in nepotreben. Lovci pa trdijo, da večina novinarjev ne pozna njihovih metod kitolova in njegovega gospodarskega pomena.

## Grenlandija
Grenlandski inuitski lovci ulovijo okoli 175 kitov na leto, kar je tretji največji ulov na svetu takoj za Norveško in Japonsko. Njihov ulov je sicer majhen v primerjavi z Japonskim in Norveškim, ki je v povprečju okoli 730 oziroma 590 kitov v obdobju 1998-2007. IWC obravnava zahodno in vzhodno obalo Grenlandije kot dve ločeni območji prebivalstva ter določa ločene kvote za vsako obalo. Precej bolj gosto poseljena zahodna obala predstavlja več kot 90 odstotkov ujetih kitov. V povprečju na leto ulovijo okoli 150 ščukastih kitov in 10 brazdastih kitov na zahodni obali ter okoli 10 ščukastih kitov na vzhodni obali. 

## Islandija
Islandija ni vložila ugovora zoper moratorij IWC iz leta 1982, ki je začel veljati leta 1986. Med letoma 1986 in 1989 je ulovila okrog 60 kitov na leto, na podlagi znanstvenih dovoljenj. Vendar pa je pod močnim pritiskom držav, ki v kitolovu v znanstvene namene vidijo predvsem način izogibanja moratoriju, leta 1989 ustavila kitolov. Islandija je leta 1992 zapustila IWC, potem ko je IWC zavrnila priporočilo svojega znanstvenega odbora, naj se omogoči trajnostni komercialni kitolov.
Islandija je ponovno postala članica IWC leta 2002 s pridržkom na moratorij. Islandija je leta 2003 na srečanju IWC predstavila raziskavo izvedljivosti lova za leti 2003 in 2004. Zaradi nesoglasja znotraj znanstvenega odbora IWC o vrednosti raziskave in njenem pomenu za cilje IWC ni bila dosežena nobena odločitev o predlogu. Kljub temu je islandska vlada izdala dovoljenje za znanstveni ulov v skladu s pogoji iz konvencije.
Islandija je leta 2006 znova uvedla komercialni kitolov. Njena letna kvota je 30 ščukastih kitov (od ocenjenih 174.000 živali v srednjem in severovzhodnem Severnem Atlantiku) in devet brazdastih kitov (od ocenjenih 30.000 živali v srednjem in severovzhodnem Severnem Atlantiku).

## Indonezija
Lamalera, na južni obali otoka Lembata in Lamakera na sosednjem otoku Solor sta zadnji dve preostali indonezijski kitolovni skupnosti. Verski tabuji zapovedujejo, da se uporabi vsak del živali. Približno polovica ulova se obdrži v vasi, z ostalim se trguje na lokalnih trgih. Leta 1973 je Organizacija ZN za prehrano in kmetijstvo (FAO) poslala kitolovko in norveškega kitolovca za posodobitev lova. Prizadevanja niso bila uspešna. Glede na poročilo FAO so se Lamaleranci navadili na svoje metode lova na kite, ki ustreza njihovim naravnim virom, kulturnim načelom in slogu.

## Japonska
Proti moratoriju za komercialni kitolov, ki ga je IWC izdal leta 1982, je Japonska vložila uradni ugovor, vendar je leta 1987 v odzivu na grožnje ZDA o zmanjšanju Japonske ribolovne kvote v teritorialnih vodah ZDA svoj ugovor umaknila. Ker Japonska ni mogla ponovno začeti kitolova v komercialne namene, je začela kitolov na domnevno znanstvenoraziskovalni podlagi. Avstralija, Greenpeace, Sea Shepherd Conservation Society in druge skupine so Japonski kitolov v znanstvene namene označili za preobleko komercialnega kitolova, ki je prepovedan.
Namen raziskovalnega programa naj bi bil določiti velikost in dinamiko populacije kitov. Japonska vlada želi nadaljevati kitolov na trajnosten način pod nadzorom IWC, tako za kitove izdelke (meso itd.) in za ohranitev ribolovnih virov z izločitvijo kitov. Organizacije, ki se borijo proti kitolovu, trdijo, da je raziskovalni program preobširen in velikost vzorca prevelika ter da bi lahko enakovredne informacije dobili z nesmrtonosnimi sredstvi, na primer s preučevanjem vzorcev kitovega tkiva (kot je koža) ali iztrebkov. Japonski inštitut za raziskave kitov in delfinov, ki ga financira japonska vlada, se s tem ne strinja in trdi, da zgolj iz tkiv ali vzorcev iztrebkov ni mogoče dobiti ustreznih informacij in da je potreben velik vzorec tkiva, da so lahko izsledki reprezentativni.
Japonski kitolov v znanstvene namene je sporen v državah, ki se borijo proti kitolovu. Države, ki nasprotujejo kitolovu, so podpisale več nezavezujočih resolucij IWC, kjer pozivajo Japonsko, naj ustavi program kitolova. Japonska trdi, da je populacija nekaterih vrst kitov dovolj velika za komercialni lov. Namestnik komisarja za kitolov, Joji Morishita, je za BBC News povedal, da je "razlog za moratorij za komercialni kitolov znanstvena negotovost glede števila kitov, zato smo tudi začeli s kitolovom v znanstvene namene, da zberemo več podatkov". 

## Norveška
Norveška je podala ugovor na moratorij IWC in je zato ne zavezuje. S komercialnim kitolovom je prenehala za petletno obdobje, v katerem je bil opravljen manjši znanstveni ulov za ocenitev števila populacije. Lov je nadaljevala leta 1993. Dovoljenje imajo samo za ulov ščukastega kita. Norveški ulov ščukastega kita se je gibal med 487 živali leta 2000 in 592 živali v letu 2007. Lovno območje je izključno severovzhodni Atlantik, kjer je populacija ščukastega kita ocenjena na 103.000 živali. 

## ZDA
V Združenih državah Amerike izvajajo kitolov samo domorodci iz devetih različnih skupnosti na Aljaski. Program kitolova upravlja aljaška komisija za eskimski kitolov, ki poroča Nacionalni upravi ZDA za oceane in ozračje. Obseg lova je približno 50 grenlandskih kitov na leto od populacije približno 10.500 kitov v vodah Aljaske. Znanstveni odbor IWC, ki je podal oceno populacije za to skupino, ocenjuje, da je rast populacije 3,2 % letno. Grenlandski kit tehta približno 5-10 krat toliko kot ščukasti kit. Do leta 1996 so ulovili tudi povprečju enega ali dva siva kita letno, nato pa je bila kvota zmanjšana na nič zaradi skrbi glede populacije te vrste kitov.
Pleme Makah v državi Washington si je leta 1999 izglasovalo pravico za ponovno uvedbo kitolova, kljub intenzivnim protestom skupin za živalske pravice. Sedaj se pogajajo za ponovno vzpostavitev lova na sive kite. Ta pravica jim pripada po pogodbi zaliva Neah (Treaty of Neah Bay).

## Delež kita pri predelavi v olje
| Deli     | Masa v kg | Delež mase v in % | Olje v kg |
| -------- | --------- | ----------------- | --------- |
| Meso     | 56.440    | 46,3              | 6.900     |
| Mast     | 25.650    | 21,0              | 13.600    |
| Kosti    | 22.280    | 18,3              | 7.200     |
| Jezik    | 3.160     | 2,6               |           |
| Pljuča   | 1.230     | 1,1               |           |
| Srce     | 630       | 0,5               |           |
| Ledvica  | 550       | 0,4               |           |
| Želodec  | 410       | 0,3               |           |
| Jetra    | 940       | 0,8               |           |
| Drobovje | 1.560     | 1,3               |           |
| Vosi     | 1.150     | 0,9               |           |
| Kri      | 8.000     | 6,5               |           |
| Skupaj   | 122.000   | 100               | 27.700    |

1. ↑  »Ocene populacij kitov«.